# Dollar hawaïen
 (mai 2013).
Si vous disposez d'ouvrages ou d'articles de référence ou si vous connaissez des sites web de qualité traitant du thème abordé ici, merci de compléter l'article en donnant les références utiles à sa vérifiabilité et en les liant à la section « Notes et références ».
Le dollar hawaïen (en hawaïen : dala) a été la devise du royaume d'Hawaï, puis de la république d'Hawaï, entre 1847 et 1898. Elle a été remplacée par le dollar américain quand Hawaï est devenue un territoire américain. Il a été définitivement démonétisé en 1903. Les premières pièces, de un cent, furent frappées en cuivre par la société H.M. & E.I. Richards à Attleboro en 1846 pour être distribuées en 1847, avec l'effigie du roi Kamehameha III. Le dala était divisé en cent keneta (cents) et avait la même valeur que le dollar américain.

## Liens
- Hawaii Paper Money